# Il diario
Il diario è una raccolta di Antonello Venditti pubblicata nel 1991.

## Tracce
1. Sotto il segno dei pesci
2. Sara
3. Modena
4. Mezzanotte
5. Buona Domenica
6. Stai con me
7. Lilly
8. Roma capoccia
9. Attila e la stella
10. Campo de' fiori
11. Bomba o non bomba
12. Giulia

## Classifiche

### Classifiche settimanali
| Classifica (1991) | Posizione massima |
| ----------------- | ----------------- |
| Europa            | 42                |
| Italia            | 2                 |